# Albert Bergström (1869–1943)
Per Albert Bergström, född 12 december 1869 i Himmeta socken, Västmanlands län, död 27 augusti 1943 i Norrköpings S:t Johannes församling, Östergötlands län, var en svensk byråföreståndare och politiker (socialdemokrat).
Bergström blev 1906 byråföreståndare på arbetsförmedlingen i Norrköping och blev senare direktör för densamma. Han var ledamot av första kammaren från urtima riksdagen 1919 till 1921 samt 1922-1940, invald i Östergötlands läns valkrets.